# فهرست ورزش‌ها

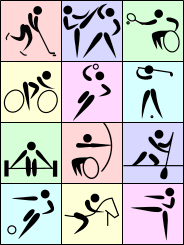
نمادهای ورزشی

در زیر فهرستی از ورزش‌ها/بازی‌ها دسته‌بندی شده است. بر اساس دانشنامه جهانی ورزش (۲۰۰۳)، ۸۰۰۰ بازی ورزشی و بومی وجود دارد.

## ورزش‌های حرکتی
- طناب‌زنی
- ورزش ناشنوایان
- رقص ورزشی
- صعود ورزشی
- یوگا
- اسپینینگ
- پاراگلایدر
- وینگسوت
- بیس جامپ
- رعد
- تریکینگ
- فری رانینگ
- ایساتیس (شافل)
- پاداکو
- دوچرخه‌سواری
- بی‌ام‌اکس
  - بندبازی
  - ژیمناستیک
    - ژیمناستیک هنری
    - ژیمناستیک ریتمیک
    - ترامپولین

  - تخته فنری
  - قطب نوردی
  - کویر نوردی
- پلایومتریک
- زومبا
- پنج‌گانه مدرن
- ورزش سه‌گانه
- دو و میدانی
  - دو سرعت
  - دو استقامت
  - پرش با نیزه
  - پرش سه‌گام
  - پرش طول
  - دو صحرانوردی
  - دو ۱۰۰ متر
  - دو ۲۰۰ متر
  - فراماراتن
  - دوی گذرراه
  - دوی کوهستان
  - دو بامانع
  - نیمه‌ماراتن
  - ماراتن

### پیاده‌روی
- پیاده‌روی
- کوله‌گردی
- پیاده‌روی سرعتی
- پیاده‌روی سرعت
- پیاده‌گردی

## ورزش‌های نمایشی
- پارکور
- اسکی نمایشی
- هوگام
- پانتومیم
- کشتی‌کج
- چوگان نمایشی
- ژیمناستیک
  - ژیمناستیک هنری
  - ژیمناستیک ریتمیک
  - ژیمناستیک آکروباتیک
  - ژیمناستیک آیروبیک
  - ترامپولین

### ورزش‌های اسکیتی
- اسکیت‌بردینگ
- اسکیت‌برد
- اسکیت روی یخ
- اسکیت نمایشی
- اسکیت اینلاین اگرسیو
- اسکیت سرعت این‌لاین
- اسکیت سرعت
- اسکیت نمایشی

## ورزش‌های رزمی
- کمان دو
- کیودو
- آیکیدو
- مبارزات سه‌گانه (ASG)
- گوجوریو
- شوتوکان
- تکیون
- سان‌دا
- با گوآ
- باگوآژانگ
- یونگ‌مودو
- بوکس
- کیوکوشین
- کیک‌بوکسینگ
- شوت بوکسینگ
- لسوی
- پرادال سری
- جوجیتسو
- جوجیتسو برزیلی
- جودو
- استریت فایتر
- کاراته
- کن‌دو
- کن
- ساواته
- هاپکیدو
- تانگ سو دو
- تای چی چوان
- ایی‌آی‌دو
- ایی‌آی‌جوتسو
- اسکریما
- نینجوتسو
- تکواندو
- سای سن سو
- تانگ سو دو
- پانکریشن
- سامبو
- سمبکالاه
- سومو
- شمشیربازی
- کبدی
- کشتی
  - کشتی آزاد
  - کشتی تسلیمی
  - کشتی فرنگی
  - کشتی آلیش
  - کشتی مدرسه‌ای
  - کشتی مغولی
  - کشتی روغنی
  - کشتی پهلوانی هند
  - کشتی ساحلی
  - کشتی با چوخه
  - کشتی لوچو
  - کشتی گیله‌مردی
  - زوران
  - کشتی کمربندی
  - کشتی پهلوانی
- کوک سول وان
- ووینام
- وینگ‌چون
- کونگ‌فو
- موی تای
- جیت کان دو
- چون کوک دو
- یان یوان
- کاپوئرا
- تریکینگ
- کن‌جوتسو
- کاراته سامورایی
- شائولین کونگ‌فو
- کراس‌فیت
- فول کنتاکت کاراته
- هنرهای رزمی ترکیبی
- کوراش
- ووشو
- پنچاک سیلات
- سیلات
- والی تودو
- کاراته دای دو جوکو
- تالو

## ورزش‌های قدرتی
- بدن‌سازی
- ورزشکاران قدرتی
- بدنسازی نظامی
- ورزش زورخانه‌ای
- طناب‌کشی
- چوب‌کشی
- مچ‌اندازی
- پرتاب وزنه
- پرتاب دیسک
- پرتاب چکش
- پرتاب نیزه
- ورزش چهارگانه

### وزنه‌برداری
- وزنه‌برداری
- پاورلیفتینگ
- وزنه‌برداری معلولان
- کراس‌فیت
- وزنه‌برداری قدرتی

## ورزش‌های ماجراجویانه
- هوگام
- پارکور
- چتربازی
- پاراگلایدینگ
- پروازبا بالن
- رقص بریک
- بانجی جامپینگ
- کایتینگ
- پاراموتور
- هواپیمای تفریحی
- پروازباگلایدر
- بادسواری
- شیرجه با چتر
- بالن سواری
  - کایت‌سواری
- آکروباتیک هوایی
- بابسلد
- اسکلتون
- زورب‌سواری
- بادپرسواری
- صخره‌نوردی
- یخ‌نوردی
- غارنوردی
- پاراگلایدینگ
- کوهنوردی
- دره‌نوردی
- جهت‌یابی
- بیابان‌گردی
- ورزش‌های الکترونیکی

## ورزش‌های سواری
- هوانوردی
- قایق‌رانی بادبانی
- پالیزه (اسکیتینگ)
- یخ‌پالیزه (پاتیناژ)
- چرخ‌پالیزه
- تخته‌پالیزه (اسکیت‌بردینگ)
- برف‌پالیزه (اسنوبوردینگ)
- آب‌لیزه (پالیزه روی آب)
- هاکی روی یخ
- هاکی روی چمن
- اسکیت‌برد
- اسکی
- اسکی صحرانوردی
- اسکی روی چمن
- اسکی پرش
- اسکی تلمارک
- اسکی آلپاین
- ورزش دوگانه
- برف‌پالیزه (اسنوبوردینگ)
- سورتمه‌رانی
- لژسواری
- گاوبازی تورئو
- گاوبازی رودیو
- چوگان
  - چوگان با دوچرخه
  - چوگان با فیل
  - چوگان کابویی
  - چوگان با غژگاو
- پالیزه (اسکیتینگ)
- تخته‌پالیزه (اسکیت‌بوردینگ)
- برف‌پالیزه (اسنوبوردینگ)
- آب‌لیزه
- اسب سواری
- یابوسامه
- شتر سواری
- پرش با اسب

### اتومبیل‌رانی
- اتومبیل‌رانی
- کارتینگ
- مسابقات درگ
- دریفت
- رکورد سرعت زمینی
- رالی
- رالی زمان سرعت مسافت
- مسابقات برف‌روی
- مسابقات آف‌رود
- سوپرموتو
- موتورسواری تریال
- گرند پریکس
- تی‌تی ریسینگ

### دوچرخه‌سواری
- دوچرخه‌سواری کوهستان
- دوچرخه‌سواری جاده
- دوچرخه‌سواری پیست
- دوچرخه‌سواری

### موتورسیکلت
- موتورسواری
- موتورکراس
- موتورسواری اندرو
- سوپراندرو
- مسابقات آف‌رود

## ورزش‌های نشانه‌روی
- تیراندازی با تفنگ
- تیراندازی با کمان
- بولینگ
- دارت
- پرتاب چاقو
- ورزش‌های بیلیاردی
  - اسنوکر
  - ایتبال
  - ناینبال
- تیله‌بازی
- گردو بازی
- دوک بازی
- هفت‌سنگ
- گلف
- پتانک
- بهکاپ (گیت گلف)
- بهکاپ ساحلی
- بهکاپر (تارگت گلف)
- پرتاب نیزه
- پرتاب وزنه
- پرتاب دیسک
- پرتاب چکش
- فریزبی
- کورن‌هول (چاله ذرت)

## ورزش‌های گروهی
- فوتبال
- پنالتی پشت پا
- باسبال
- اسلمبال
- کستوبال
- والیبال
- بسکتبال
- هندبال
- بیسبال
- گیتبال
- استولبال
- بیسبال بریتانیایی
- ثروبال
- کرفبال
- کاماگ
- ویرلیبال
- کینبال
- یوکیگاسن
- تمبورلو
- بیریبال
- ویندبال
- برنبال
- رولبال
- بیریبال
- کیکبال
- فوتسال
- هورسبال
- هاکی
- هاکی روی میز
- بال هاکی
- هاکی با یکچرخه
- هاکی با چرخ
- برومبال
- هاکی خیابانی
- فلورهاکی
- فوتبال خیابانی
- بسکتبال ساحلی
- فوتبال کالجی
- راگبی ساحلی
- گلروبال
- باکس لاکراس
- پولوکراس
- هورلینگ
- کریکت فرانسوی
- اوینا
- ویگورو
- باتااوشی
- راندرز
- پساپالو
- پاتو
- خوخو
- شینتی
  - شینتی هورلینگ
- فوتوالی
- رولر دربی
- آور لاین
- گلبال
- توربال
- بوچیا
- شودان
- فلوربال
- فیستبال
- راگبی
- راگبی با ویلچر
- راگبی تگ
- فوتبال کانادایی
- فوتبال استرالیایی
- فوتبال اسپرینت
- شمشیربازی با ویلچر
- واترپلو
- واترپلو ساحلی
- فوتبال پنج‌نفره
- فوتبال ۶ نفره
- فوتبال ۹ نفره
- فوتبال ۸ نفره
- فوتبال معلولان
- اولینا
- کاموگی
- روکه
- جیانزی
- گوجو
- کبدی با یک پا
- هندبال روی چمن
- هندبال چکی
- هندبال فریسکی
- چوبازی
- کوئیدیچ
- هاکی روی یخ
- اسکیت هاکی
- هاکی سالنی
- هاکی روی چمن
- پینت‌بال
- فوتبال دستی
- آمادگی جسمانی
- لاکراس
- چلیح آغاجی
- پیلاتس
- باندی
- رینگت
- فوتبال ساحلی
- والیبال ساحلی
- والیبال نشسته
- بسکتبال با ویلچر
- بسکتبال ۳ نفره
- بسکتبال در آب
- فوتبال گیلیک
- فوتبال گریدیرون
- فوتبال تنیس
- سپک تاکرا
- کروکت
- کرلینگ
- کریکت
- چوگان
- تنت پگینگ
- بزکشی
- اسپینینگ
- پیلوتای باسکی
- وسطی
- هندبال ساحلی
- سافت‌بال
- پنج‌گانه مدرن
- نتبال
- وودبال
- چوگو
- لانگبال دانمارکی
- جای آلای

## ورزش‌های راکتی
- تنیس
- تنیس روی میز
- فرون‌تنیس
- سافت‌تنیس
- بدمینتون
- بال بدمینتون
- هدیس
- پدبال
- پدل
- اسکواش
- راکت‌بال
- پیلوتای باسکی
- زیر
- لاپتا
- پتاکا

## ورزش‌های فکری

### بازی‌های تخته‌ای
- شطرنج
- شطرنج چینی
- شطرنج ایرانی
- شطرنج۹۶۰
- رورسی(اتللو)
- چهار رج
- پنتاگو
- منچ
- پوکر
- هانافودا
- ورق (پاسور)
- چکرز
- چکرز چینی
- دومینو
- تخته نرد
- تانگو
- گو
- ماژونگ
- مار و پله
- شوگی
- کروم بورد
- چاتورانگا
- سینیت
- بریج

### کیوبینگ سرعتی
- کیوبینگ
- مکعب روبیک
- مکعب جیبی
- انتقام روبیک
- روبیک پروفسورها

## ورزش‌های ساحلی
- فوتبال ساحلی
- بسکتبال ساحلی
- هندبال ساحلی
- والیبال ساحلی
- کبدی ساحلی
- کشتی ساحلی
- واترپلو ساحلی
- راگبی ساحلی
- تنیس ساحلی

## ورزش‌های آبی
- شیرجه
- موج‌خوابی
- موج‌سواری
- اسکی روی آب
- ماهیگیری
- پاراسیلینگ
- پدل برد
- رودگردی

### قایق‌رانی
- قایق‌رانی
- قایق‌رانی بادبانی
- قایق‌رانی بازویی
- روئینگ
- دراگون بوت
- قایق‌رانی آب‌های آرام
- دینگی بادبانی
- قایق‌رانی در یخ
- بادسواری

### شنا
- ورزش شنا
- شنا و سلامت
- شنای موزون
- کرال پشت
- کرال سینه
- شنای قورباغه
- شنای پروانه
- شنای آزاد
- شنای مختلط

### ورزش‌های آبی توپی

#### در سطح آب
- کانوپولو
- واترپلو

#### در زیر آب
- هاکی زیر آب
- هاکی روی یخ زیر آب
- فوتبال زیرآب
- تنیس زیر آب
- راگبی زیرآب

### غواصی
- غواصی
- غواصی آزاد
- غواصی اسکوبا
- غواصی سطحی
- ماهیگیری با نیزه